# Rezolucija Vijeća sigurnosti UN-a 1877
Rezolucija Vijeća sigurnosti UN-a 1877 jednoglasno je usvojena 7. srpnja 2009. godine.

## Rezolucija
Pozivajući Međunarodni sud za bivšu Jugoslaviju da poduzme sve moguće mjere kako bi ekspeditivno dovršio svoj rad, Vijeće sigurnosti produžilo je mandat 11 stalnih sudaca do 31. prosinca 2010., odnosno do završetka predmeta na kojima su bili ili će tek biti dodijeljen.
Jednoglasno usvojivši Rezoluciju 1877 (2009.), koju je podnijela Austrija, prema Poglavlju VII Povelje Ujedinjenih naroda, Vijeće je do istog datuma produžilo mandat 19 ad litem sudaca.
Vijeće je nadalje odlučilo da na zahtjev predsjednika Tribunala, glavni tajnik Ujedinjenih naroda može imenovati dodatne suce ad litem kako bi dovršili postojeća suđenja ili proveli dodatna suđenja.
Izražavajući svoje očekivanje da će produljenje mandata sudaca doprinijeti provedbi strategije okončanja rada Međunarodnog suda, Vijeće je odlučilo do 31. prosinca 2009. preispitati produljenje mandata stalnih sudaca koji su bili članovi Žalbenih komora.
Međunarodni kazneni sud za bivšu Jugoslaviju (ICTY), osnovan 1993., sud je Ujedinjenih naroda koji se bavi ratnim zločinima koji su se dogodili tijekom sukoba na Balkanu 1990-ih.
Dana 4. lipnja, Vijeće je saslušalo nekoliko brifinga dužnosnika Tribunala, uključujući suca Patricka Robinsona, predsjednika Tribunala, Sergea Brammertza, glavnog tužitelja, i Thomasa Mayr-Hartinga iz Austrije, predsjednika neformalne radne skupine Vijeća za taj sud i Međunarodni kazneni sud za Ruandu.

## Vanjske poveznice
| Wikizvor | Engleski Wikizvor ima izvorni tekst na temu: United Nations Security Council Resolution 1877 |

- Text of the Resolution at undocs.org